# Anorgasmia
Anorgasmia pode ser definida como uma inibição recorrente ou persistente do orgasmo, manifestada por sua ausência ou retardo após uma fase de excitação sexual adequada em termos de foco, intensidade e duração. Não se considera, porém, essa inibição como anorgasmia se a pessoa é capaz de atingir o orgasmo através de masturbação. É a disfunção sexual mais comum junto com a falta de desejo. Pode ter fatores biológicos correlacionados, assim como fatores psicológicos, como apresentar sentimentos de culpa em relação atividade sexual, deficiência feminina em assumir o papel erótico, medo de engravidar, traumas relacionados ao sexo, como por ter sofrido algum abuso sexual, ter tido relações dolorosas. A anorgasmia entre os homens é menos frequente.

## Tipos de anorgasmia
Anorgasmia primária: quando a pessoa nunca experimentou a sensação de orgasmo através do coito e nem mesmo na masturbação ou em sonhos.
Anorgasmia secundária: quando a pessoa já experimentou o orgasmo com certa normalidade em período anterior de sua vida e, por motivos diversos, deixaram de tê-lo de forma sistemática.
Anorgasmia total ou absoluta: quando a pessoa não tem orgasmo, independentemente do tipo ou da qualidade do estímulo.
Anorgasmia situacional: quando a anorgasmia ocorre em determinada situação ou com determinado parceiro ou parceira.

## Anorgasmia Masculina
Anedonia sexual - Tipo de disfunção sexual na qual as respostas sexuais ocorrem normalmente e não se chega ao orgasmo, pois existe uma falta de prazer satisfatório (falta de desfrute sexual). Ver Aversão Sexual.
Anorgasmia Ejaculatória - Quanto o homem atinge o orgasmo incluindo a ejaculação, porém não sente prazer equivalente a um orgasmo genuíno.

## Causas
As causas da anorgasmia são várias e podem ser orgânicas e psicossociais.
Entre as orgânica então algumas alterações ou lesões neurológicas, entretanto, como a esclerose múltipla, mielites, lesões cirúrgicas ou traumáticas da medula ou do sistema nervoso periférico podem promover a inibição do orgasmo. O uso excessivo do álcool ou drogas psicoativas, as neuropatias diabéticas e as dores nas relações sexuais são outras causas da inibição do reflexo orgásmico. Também pode ocorrer em função da má-formação congênita (que pode impedir o acesso ao clitóris), hipertrofia dos pequenos lábios (que pode encobrir o acesso à vagina - inclusive em situações de Clitoromegalia), dentre outras.
As causas psicossociais são as principais causas das anorgasmias femininas. Dentro desse grupo, as de maior impacto sobre a sexualidade são as falsas crendices, a falta de informação, os tabus, as normas sociais sexofóbicas, a educação sexual repressora, a falta ou a pouca comunicação entre os parceiros e a falta de habilidade sexual do parceiro, fatores estes que promovem o medo e a angústia que são pontos-chave para o desenvolvimento da anorgasmia. Como consequências para a mulher, a anogasmia pode trazer diminuição da auto-estima, inibição do desejo sexual e fuga do relacionamento sexual. O relacionamento pode ser afetado, pois podem surgir dúvidas sobre o futuro e a diminuição da qualidade do vínculo entre os parceiros.
Disfunção sexual pós-ISRS (DSPI) é um tipo de disfunção sexual iatrogênica causada diretamente pelo uso de inibidores seletivos da recaptação da serotonina (ISRS). Embora aparentemente incomum, pode durar meses, anos, ou muito tempo após a descontinuação do medicamento. [carece de fontes?].
Uma causa comum de anorgasmia situacional, tanto em homens e mulheres, é o uso de antidepressivos, particularmente inibidores selectivos da recaptação da serotoninas (ISRS).  A culpa da anorgasmia ser destes medicamente não e preciso, os estudos mostram que 17–41% dos utilizadores dessas medicações são afetados por alguma forma de disfunção sexual.

## Tratamento
A anorgasmia pode ser tratada, desde que o paciente colabore no processo do tratamento. Tendo um índice muito elevado de êxito. Um diagnóstico adequado é muito importante para que se possam dirigir melhor o tratamento.
Caso nenhum motivo orgânico seja encontrado pode-se procurar confirmar se não há expectativas fantasiosas a respeito do orgasmo, por parte do paciente ou de seu parceiro, fazendo-se uma reeducação, eliminando falsas verdades e incluindo informações reais. Depois desses passos, segue-se com a aplicação de técnicas específicas para o tratamento da anorgasmia, que passa basicamente pela psicoterapia, que, dependendo do caso, pode ser individual, a terapia de casal ou, ainda, a junção dos dois processos. Também a fisioterapia do assoalho pélvico tem demonstrado resultados satisfatórios para essa disfunção.
O tratamento percorre o seguintes pontos:
- Eliminar as atitudes negativas e prejudicais em torno da sexualidade em geral e sobre a orgasmo em particular.
- Melhorar a relação através da comunicação do casal.
- Programa de habilidades sexuais, que consiste de uma série de exercícios fisioterapêuticos específicos para a disfunção.

Um tratamento bastante eficaz para mulheres é fisioterapia ginecológica que trata a anorgasmia com o trabalho de fortalecimento do assoalho pélvico e ajuda a mulher a conhecer seu corpo, esse tratamento é muito eficaz e proporciona um resultado importante em poucas sessões; para que isso ocorra é necessário a adesão da mulher ao tratamento de forma completa onde realizará exercícios específicos para região pélvica durante as sessões e domiciliares.